# أفخفاخ (إيبراغن)
أفخفاخ هو دُوَّار يقع بجماعة تامدا نومرسيد، إقليم أزيلال، جهة بني ملال خنيفرة في المملكة المغربية. ينتمي الدوّار لمشيخة إيبراغن التي تضم 3 دواوير. يقدر عدد سكانه بـ 1135 نسمة حسب الإحصاء الرسمي للسكان والسكنى لسنة 2004.

## روابط خارجية
- البوابة الوطنية للجماعات الترابية
- المندوبية السامية للتخطيط